# Šu (Chin)
Šu est une œuvre pour sheng et orchestre d'Unsuk Chin, composée en 2009.

## Histoire
La compositrice sud-coréenne Unsuk Chin avait évité jusqu'alors d'employer des instruments orientaux dans ses compositions, par risque de tomber dans l'exotisme musical. Elle change d'avis en découvrant Wu Wei, un virtuose du sheng, un instrument à vent à anche libre, vieux de trois mille ans. Elle décide de composer un concerto pour sheng et orchestre. Le titre, Šu, renvoie au dieu égyptien Shou, personnification de l'air, l'œuvre tournant autour du souffle de l'instrument.
Šu est créé le 28 août 2009 au Suntory Hall de Tokyo, par Wu Wei (sheng), et l'Orchestre symphonique de Tokyo, sous la direction de Kazuyoshi Akiyama.
Cette œuvre a été bien accueillie par la presse lors de la sortie d'un enregistrement en 2014. Pour la critique du Guardian, « l'œuvre, pleine de textures en pulsation qui semblent se contracter et se dilater, sonne parfois, étrangement, comme de la musique électronique ». 
Le critique de Classical Source développe : 

« Wu Wei obtient un son d'une clarté remarquable, dans un large registre de tons et d'effets. Les plus longues notes de l'instrument rendent un son plaintif, mais quand des accords courts en staccato apparaissent tout le long de la deuxième moitié du morceau, cela génère un puissant élan rythmique. La compositrice écrit avec élégance pour l'instrument solo, l'orchestre reproduisant la lumière aveuglante du sheng à son registre le plus aigu. La musique chatoie souvent en surface, comme émettant une lumière brillante qui clignote. »

## Effectif
1. soliste : sheng
2. 3 flûtes, 3 hautbois, 3 clarinettes, 3 bassons, 4 cors, 3 trompettes, 3 trombones, tuba, 3 percussionnistes, 12 violons, 12 violons II, 10 altos, 8 violoncelles, 8 contrebasses

## Discographie
- 3 Concertos, avec Wu Wei (sheng) et l'Orchestre philharmonique de Séoul dirigé par Myung-Whun Chung, DGG, 2014[5]